# Budszedehlen
Budszedehlen, 1936 bis 1938: Budschedehlen, 1938 bis 1945: Salzburgerhütte; nach 1945 der Ostteil: Kolzewoje (russisch Колцевое), der Westteil: Bereschki (russisch Бережки), ist ein verlassener Ort in der russischen Oblast Kaliningrad.
Die Ortsstelle befindet sich beiderseits der Rominte (ru. Krasnaja) mit seinem östlichen Teil im Rajon Nesterow und seinem westlichen Teil im Rajon Osjorsk. Nächstliegender bewohnter Ort ist das zweieinhalb Kilometer südwestlich gelegene Smirnowo (Kiauten/Zellmühle).

## Geschichte
Budszedehlen war um 1780 ein königliches Bauerndorf mit acht Feuerstellen. Es handelte sich um einige Einzelhöfe beiderseits der Rominte. 1874 wurde die Landgemeinde Budszedehlen dem neu gebildeten Amtsbezirk Waldaukadel im Kreis Goldap zugeordnet. 1936 wurde die Schreibweise des Ortes in Budschedehlen geändert und 1938 wurde er in Salzburgerhütte umbenannt.
Im Oktober 1944 wurde der Ort von der Roten Armee besetzt. Die neue Polnische Provisorische Regierung ging zunächst davon aus, dass er mit dem gesamten Kreis Goldap unter ihre Verwaltung fallen würde. Im Potsdamer Abkommen (Artikel VI) von August 1945 wurde die neue sowjetisch-polnische Grenze aber unabhängig von den alten Kreisgrenzen anvisiert, wodurch der Ort unter sowjetische Verwaltung kam. In der Folge wurde der Ort zweigeteilt. Der östlich der Rominte gelegene Teil erhielt im November 1947 den russischen Namen Kolzewoje und wurde dem Dorfsowjet Tschistoprudenski selski Sowet im Rajon Nesterow zugeteilt, während der westlich der Rominte gelegene Teil im Juli 1950 den russischen Namen Bereschki erhielt und dem Dorfsowjet Gawrilowski selski Sowet im Rajon Osjorsk zugeteilt wurde. Dazu kam noch eine polnische Umbenennung des gesamten Ortes in Budziele im Oktober 1948, die aber nicht mehr wirksam geworden sein dürfte. Sowohl Kolzewoje als auch Bereschki wurden vor 1975 aus dem Ortsregister gestrichen.

### Einwohnerentwicklung
| Jahr | Einwohner |
| ---- | --------- |
| 1867 | 115       |
| 1871 | 108       |
| 1885 | 106       |
| 1905 | 79        |
| 1910 | 78        |
| 1933 | 67        |
| 1939 | 54        |

## Kirche
Budszedehlen/Salzburgerhütte gehörte zum evangelischen Kirchspiel Tollmingkehmen.